# 2608 Seneca

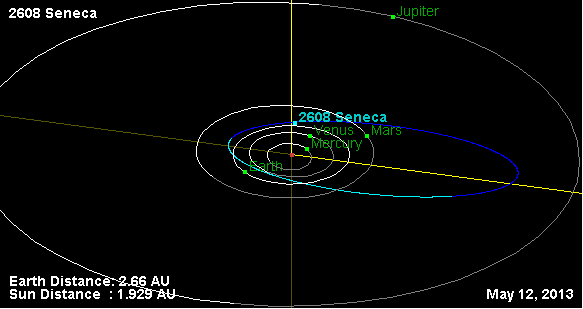
Orbita di 2608 Seneca (in blu-azzurro)

2608 Seneca è un asteroide near-Earth del diametro medio di circa 0,9 km. Scoperto nel 1978, presenta un'orbita caratterizzata da un semiasse maggiore pari a 2,5154162 UA e da un'eccentricità di 0,5715805, inclinata di 14,68184° rispetto all'eclittica.
Dall'8 aprile al 6 giugno 1982, quando 2674 Pandarus ricevette la denominazione ufficiale, è stato l'asteroide denominato con il più alto numero ordinale. Prima della sua denominazione, il primato era di 2478 Tokai.
L'asteroide è dedicato al filosofo romano Lucio Anneo Seneca.